# 디에고 발레리
디에고 발레리(Diego Hernán Valeri, 1986년 5월 1일 ~ )는 아르헨티나의 전 축구 선수로 현역 시절 포지션은 공격형 미드필더였다.

## 수상

### 클럽
라누스
- 아르헨티나 프리메라 디비시온: 2007A

포르투
- 타사 드 포르투갈 :2009-10
- 수페르타사 칸디두 드 올리베이라: 2009

포틀랜드 팀버스
- MLS컵: 2015[1]

### 개인
- MLS컵 MVP: 2015[2]
- 랜던 도너번 MVP상: 2017
- MLS 베스트 11: 2013, 2014, 2017[3]
- MLS 올스타: 2014, 2016, 2017, 2018
- MLS 올해의 신인상: 2013